# Szent Anna-plébániatemplom (Esztergom)
Ez a cikk az esztergomi kerektemplomról szól. A belvárosi ferences templomhoz lásd: Szent Anna-templom (esztergomi ferences templom)
A Szent Anna-templom, vagy közismert nevén kerektemplom, egy klasszicista stílusú római katolikus templom Esztergom déli városrészében. Az építkezést 1828-ban kezdték, a befejezésre 1837-ben került sor. A templomot Rudnay Sándor hercegprímás kezdeményezésére építtették, aki az épületet a esztergomi bazilika kicsinyített másának, vagy ha úgy tetszik, az épület eredetijének szánta. A Szent Anna tiszteletére szentelt templomot Packh János tervezte, az építkezést is ő maga vezette.

## Története

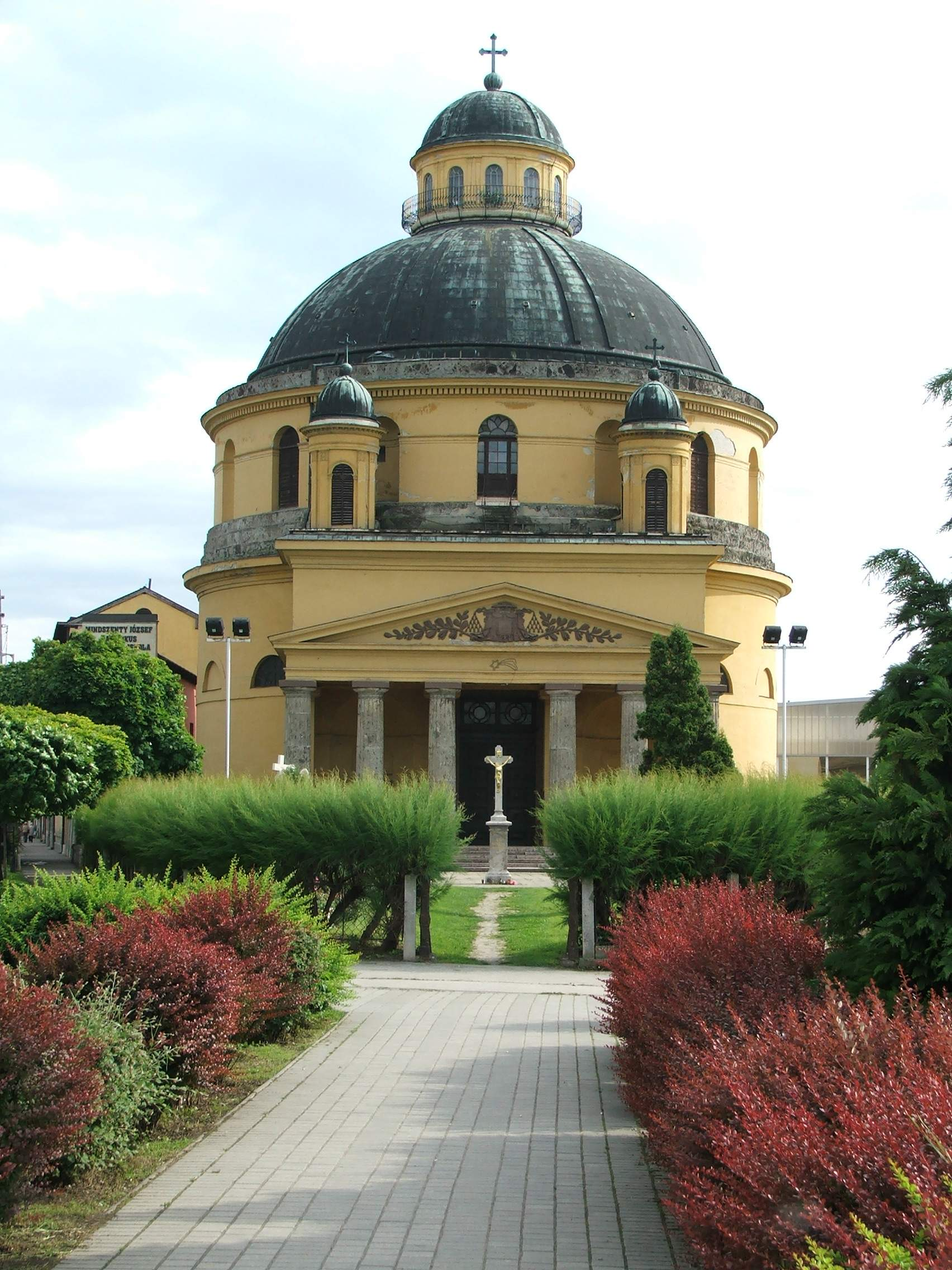
A templom főhomlokzata a felújítások előtt

Miután Rudnay Sándor hercegprímás visszahelyezte az érseki székhelyet Esztergomba 1820-ban úgy döntött, hogy a déli városrész hívei számára templomot építtet Szent Anna tiszteletére, ahol hazatérésekor fogadták az esztergomiak a budai és komáromi utak találkozásánál. A templom falán magyar- és szlovák nyelvű emléktáblát állítottak az eseményről.
Egy legenda szerint viszont Radovics Judit, a Rudnay család szolgálója kívánságára emeltette a hercegprímás a templomot. A szolgáló megmentette a kisgyermek Rudnayt, amikor az egyik szomszéd birtokos fegyvereseivel támadt a családra. Radovics Judit karjával fogta fel a kis Rudnayra mért csapást, aki így elmenekülhetett, míg a szolgáló elveszítette a karját.

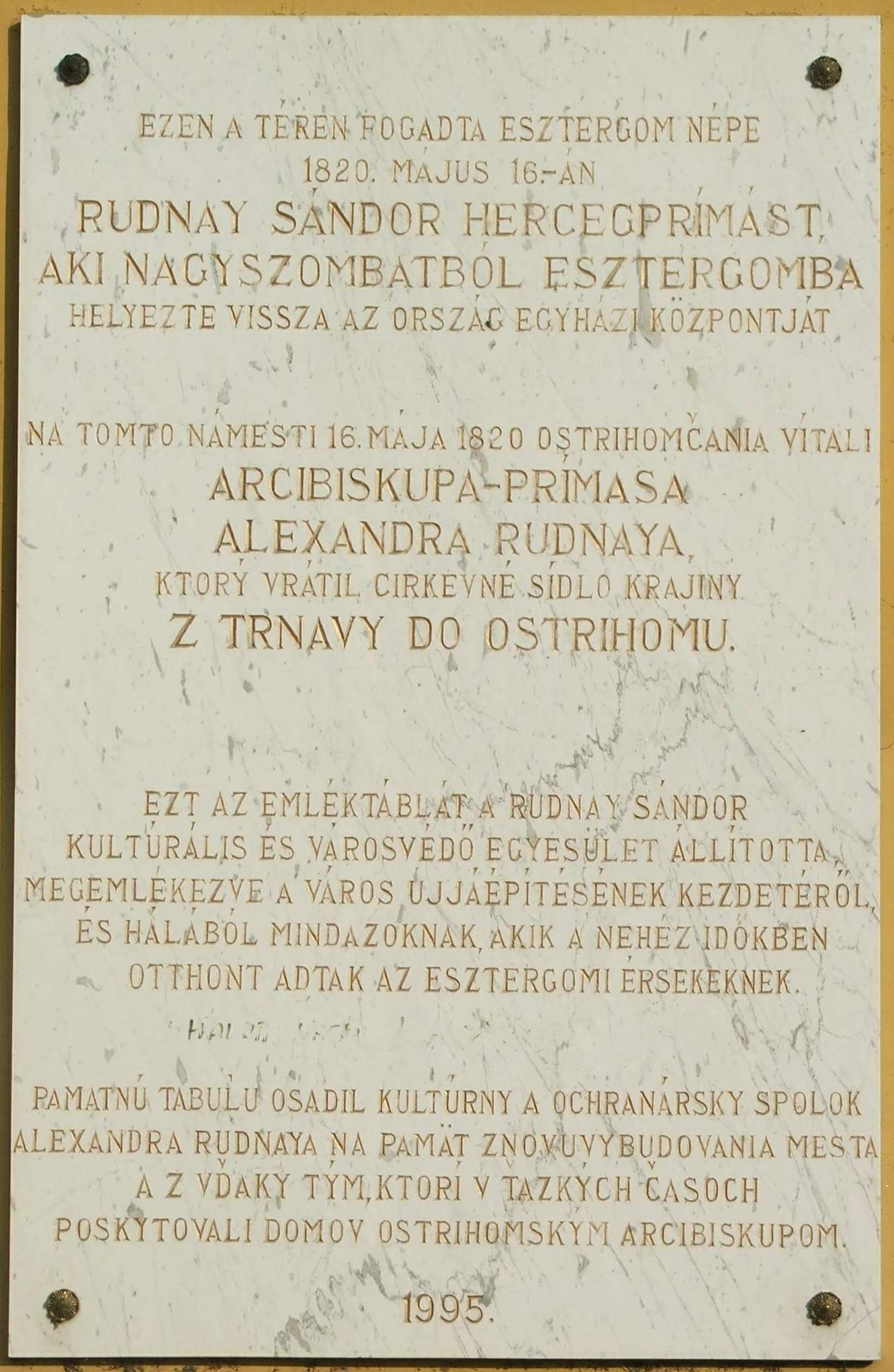
Kétnyelvű emléktábla Rudnay érseknek

Rudnay tudta, hogy a bazilika elkészülését már nem éri meg, ezért építtette fel annak kicsinyített mását, vagy ha úgy tetszik az eredetijét. Akkortájt a város déli része jelentősen beépült – főleg katolikus vallásúakkal – tehát szükség volt a déli városrészben is egy új templomra. Az alapkövet 1828. május 12-én rakta le Rudnay, az építést pedig Packh János prímási építész vezette. Az építkezés olyan gyorsan haladt, hogy 1831. szeptember 7-én Rudnay hercegprímás megáldhatta a nagyjából elkészült templomépület nagy kupolájának keresztjét. Ez volt utolsó főpapi funkciója, egy hét múlva meghalt. Ezt követően az építkezés évekig elhúzódott, míg végül 1837-ben fejeződött be. Az elképzelések szerint a Szent Anna templom plébániatemplomnak épült, azonban bizonyos okok miatt a belvárosi plébánia fennhatósága alá helyezték, csupán 1872-ben nevezték ki első plébánosát, amikor Csatay-Szabó János, a budapesti egyetem hittudományi karának professzora a templom szomszédságában levő házát és tetemes vagyonát a Szent Anna-templomra hagyta. Simor János hercegprímás ekkor kinevezte az első lelkészt, aki egyben a templom szomszédságában, a Szatmári Nővérek zárdájában működő óvónőképző igazgatója is lett. 1900-ban külső renoválást végeztek a templomon, valamint Vaszary Kolos hercegprímás költségén Ifj. Storno Ferenc művészien a belsőt is megújította. A munkálatok után, 1902-ben Kohl Medárd püspök szentelte fel a templomot.
A Szent Anna plébániát az egyházi főhatóság csak 1937-ben hozta létre, elválasztva a belvárosi plébániától. A Szent Anna plébánia külső területéből 1943-ban létrehozták az Esztergom-Kertvárosi plébániát. Az 1980-as években a fő és mellékkápolna is vörösréz fedést kapott, illetve megvastagították az ácsszerkezetet is. 2005-ben újították fel a templom előtt álló szobrokat. A plébániát 2008-ban elbontották, és újat építettek. Ezt Erdő Péter bíboros, prímás december 20-án szentelte fel.
A plébániához tartozik még az Orbán-kápolna és a műemléki Rozália-kápolna. Az egyházközség lakosainak száma 8000 fő, a hívek száma 5500 fő.

## Az épület
| „                                    | …balról a kerek / templommal, melyet, mondják, ama nagy Dóm / legelső álmodója épített, kicsiny / próba gyanánt, hogy élve lássa még csodás / álmát: a fő Magyar Templomot!… | ” |
| – Babits Mihály: Szent király városa | |   |

Rudnay Sándor a templom tervének elkészítésével Packh Jánost, a bazilika építésének vezetőjét bízta meg. Packh a római Pantheon mintájára készítette el tervét azért, hogy alkalma legyen kupolaépítésre, ezzel modellezve a bazilika nagyobb méretű kupoláját a munkálatok megkezdése előtt. A templom alaprajza teljesen kör alakú. A hajó fölött magas központi kupola emelkedik, a két oldalán, attól függetlenül két torony áll. A főbejárat előtt széles oszlopcsarnok húzódik, amihez márványlépcső vezet. Előtte két, egyenként 2,5 méter magas angyalokat ábrázoló kőszobor található. A templom főoltárképe Hesz János Mihály alkotása. A templom ezüstből készült makettja is megtekinthető. Ez Obisits Mihály kanonok ajándéka 1913-ból.
A templom nyugati oldalán áll egy 1820-ban készült Szent Vendel szobor, ami eredetileg annak a Széchenyi téri Szentháromság-szobornak a része volt, amit 1900-ban elbontottak. A műemlék szobrot 1995-ben újították fel.

## Galéria

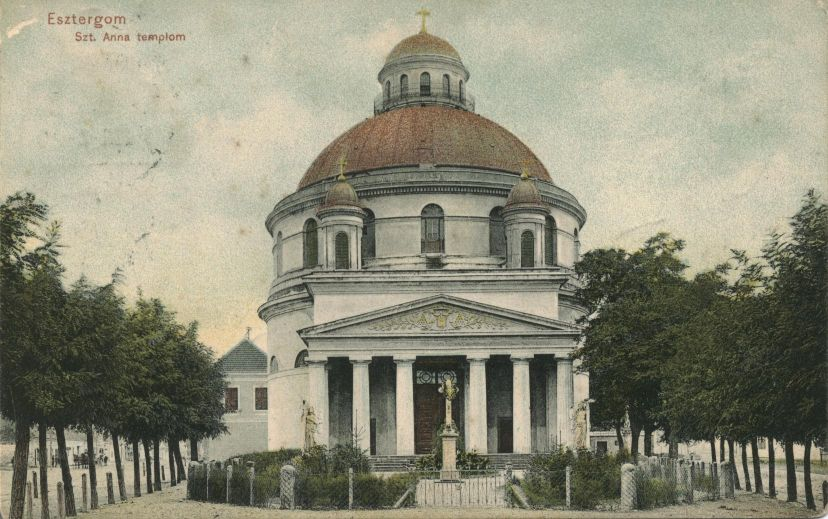
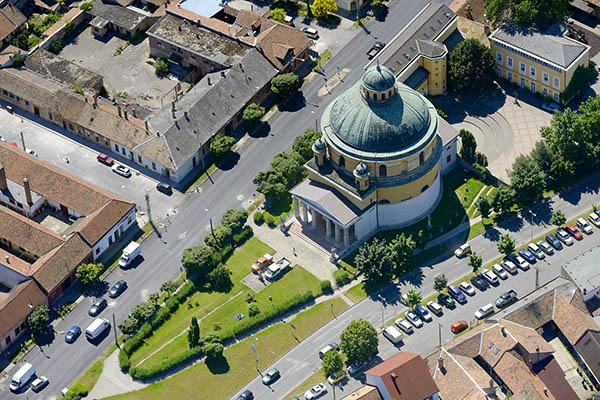
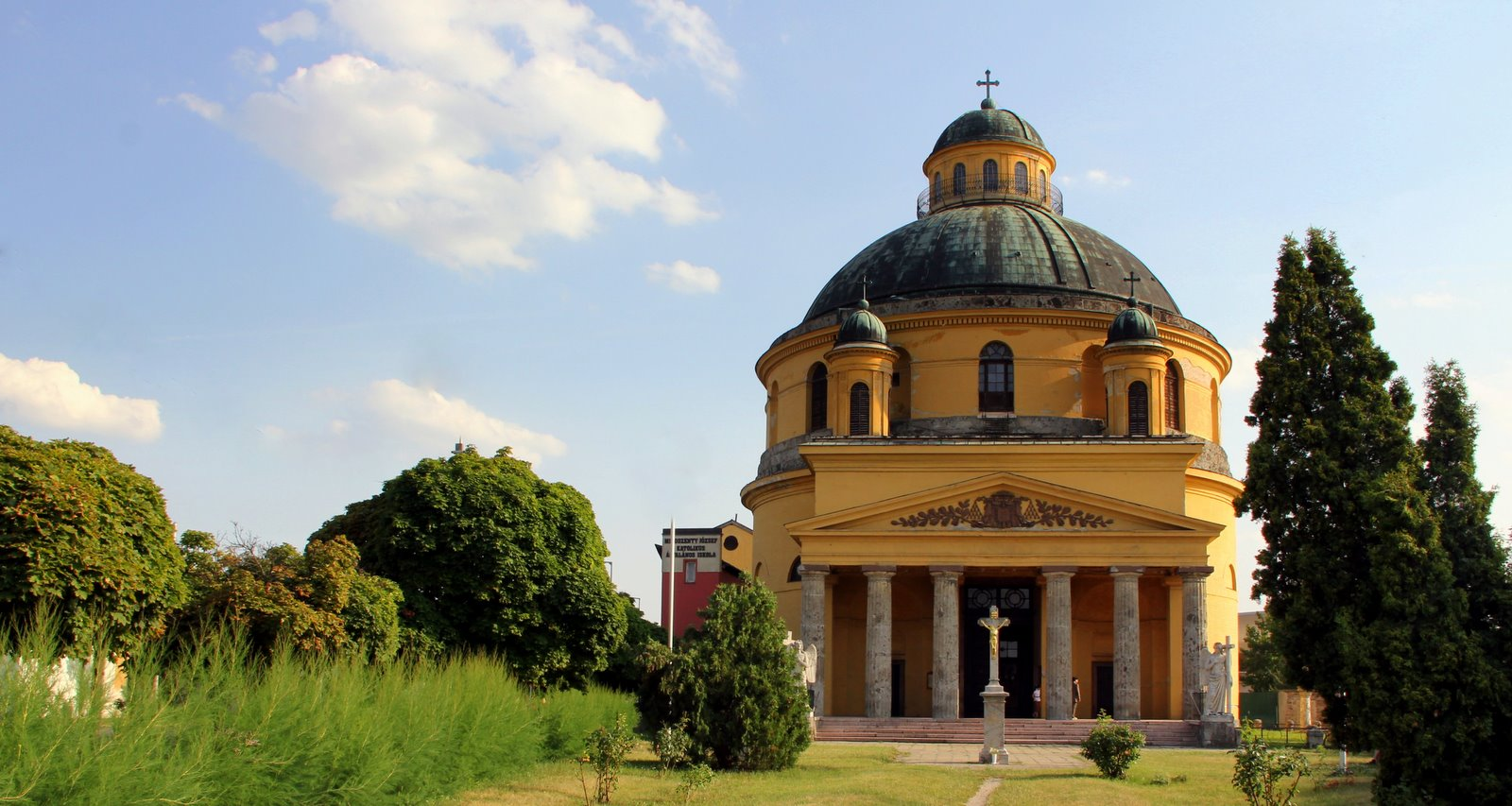
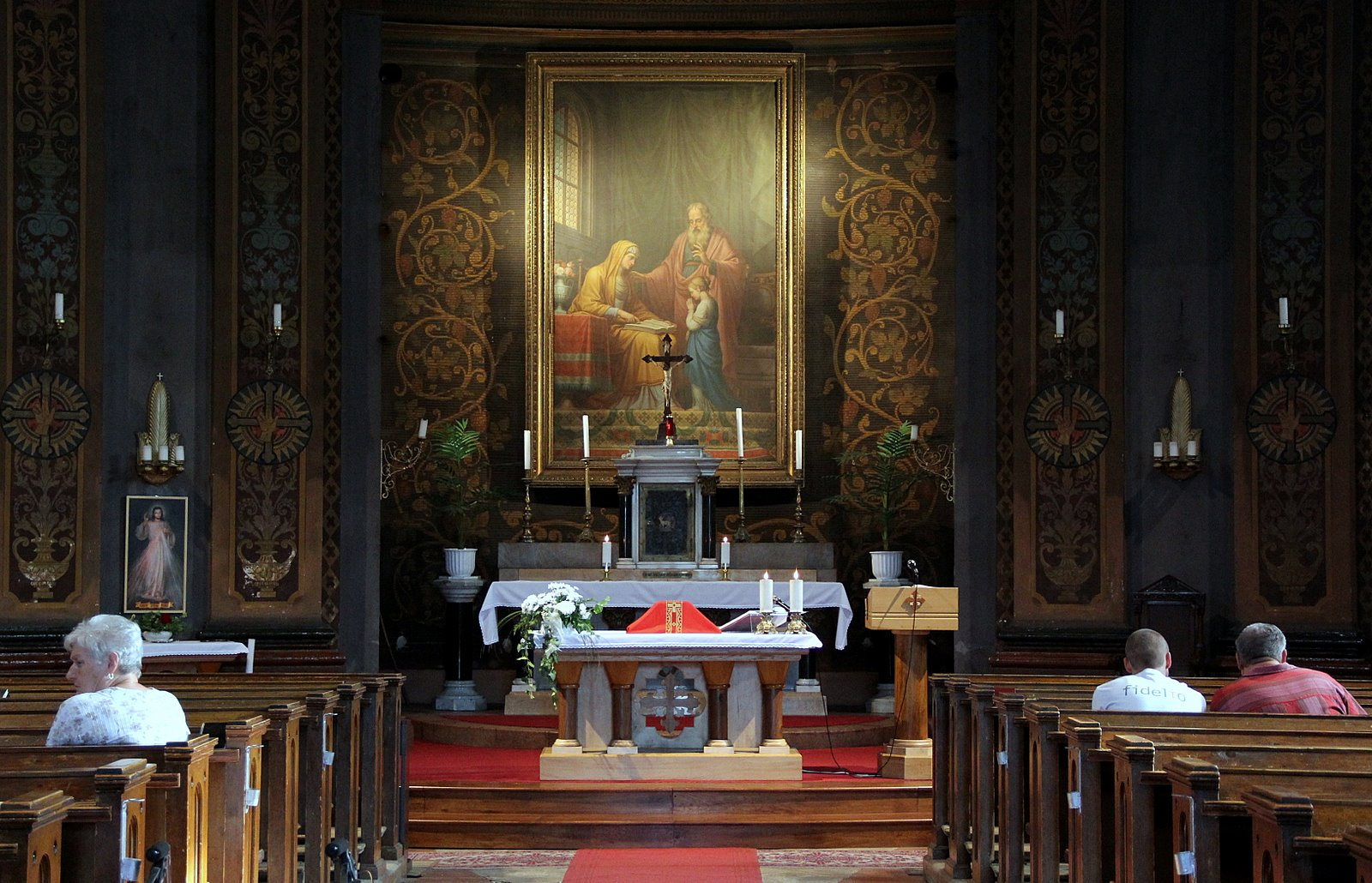
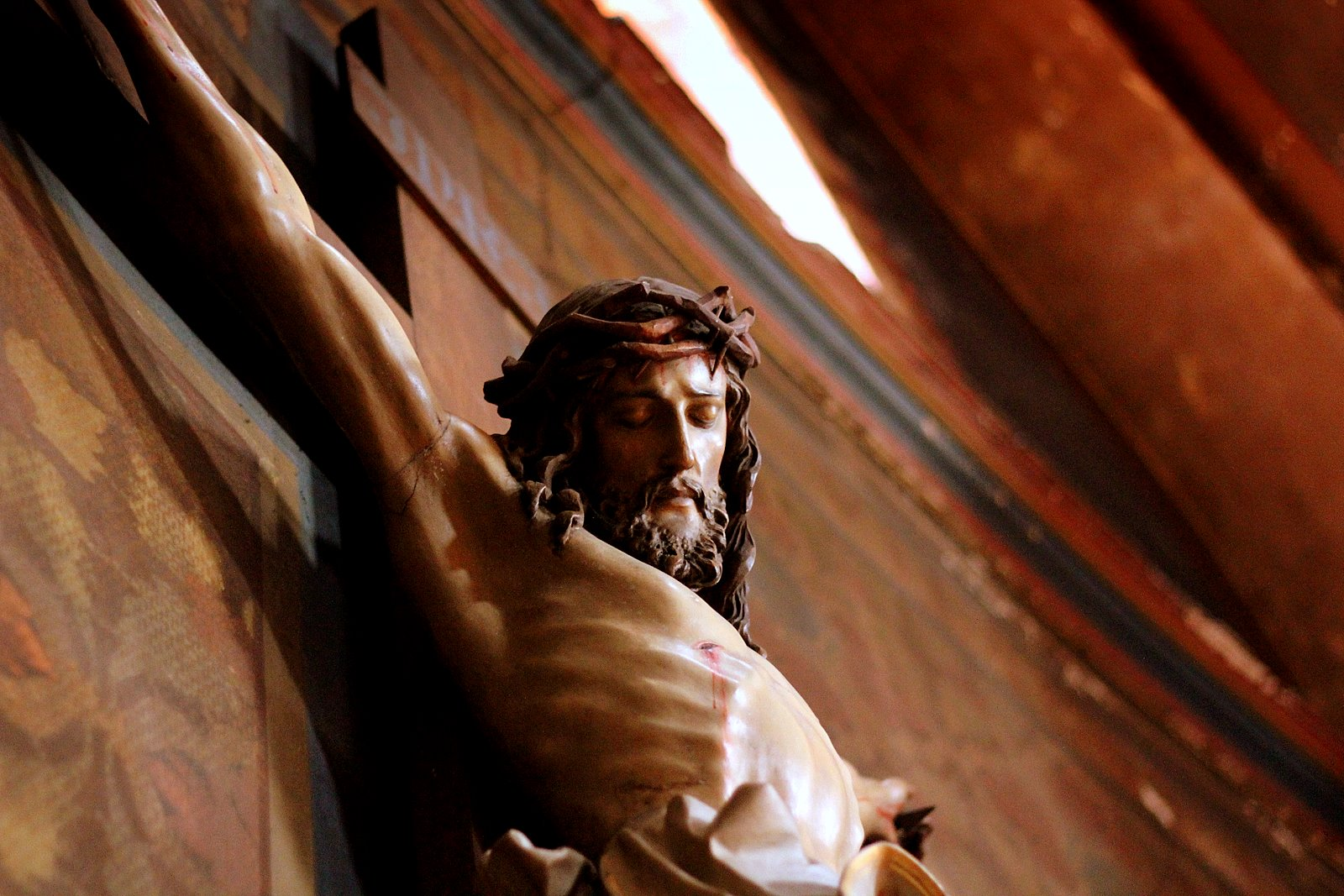
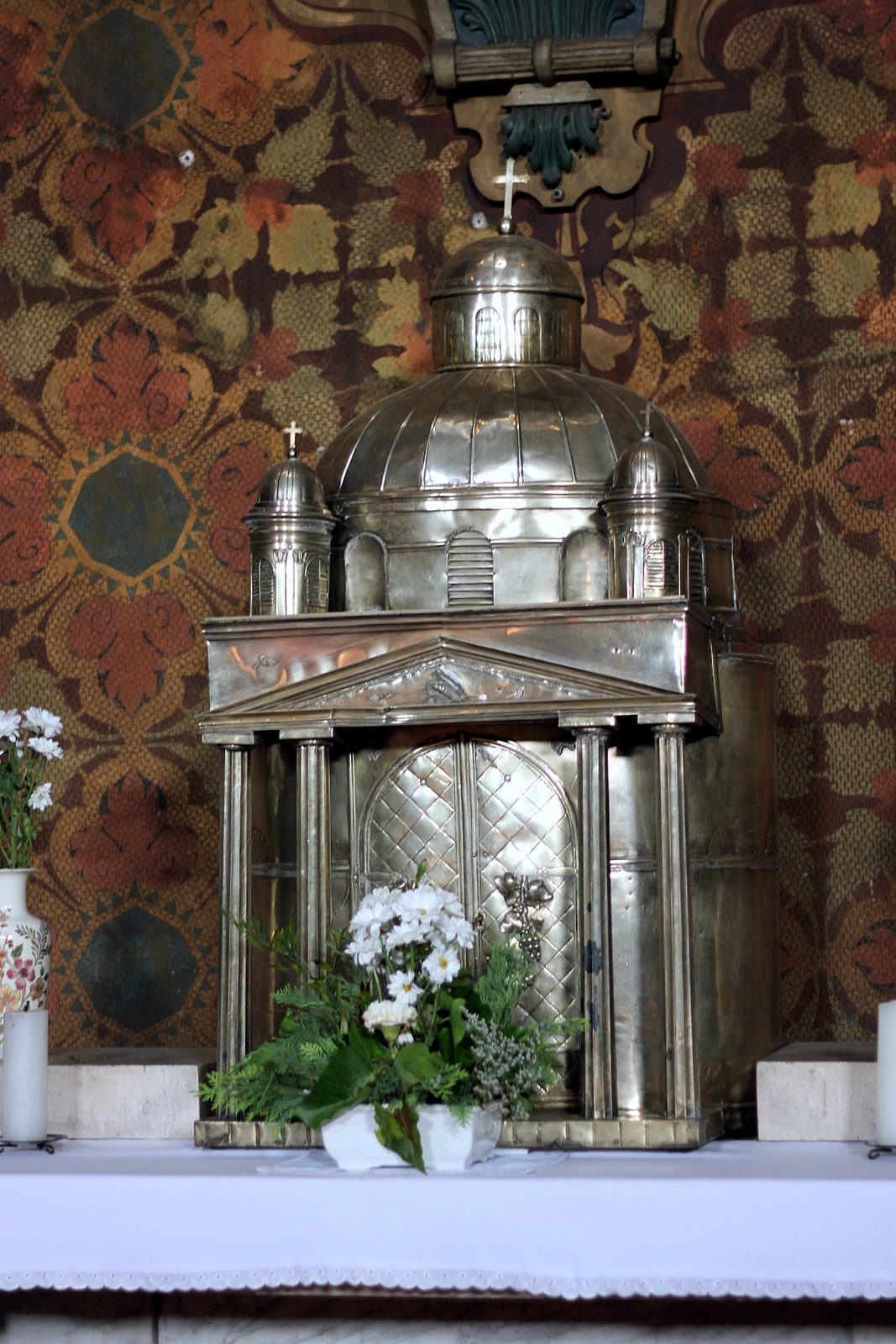
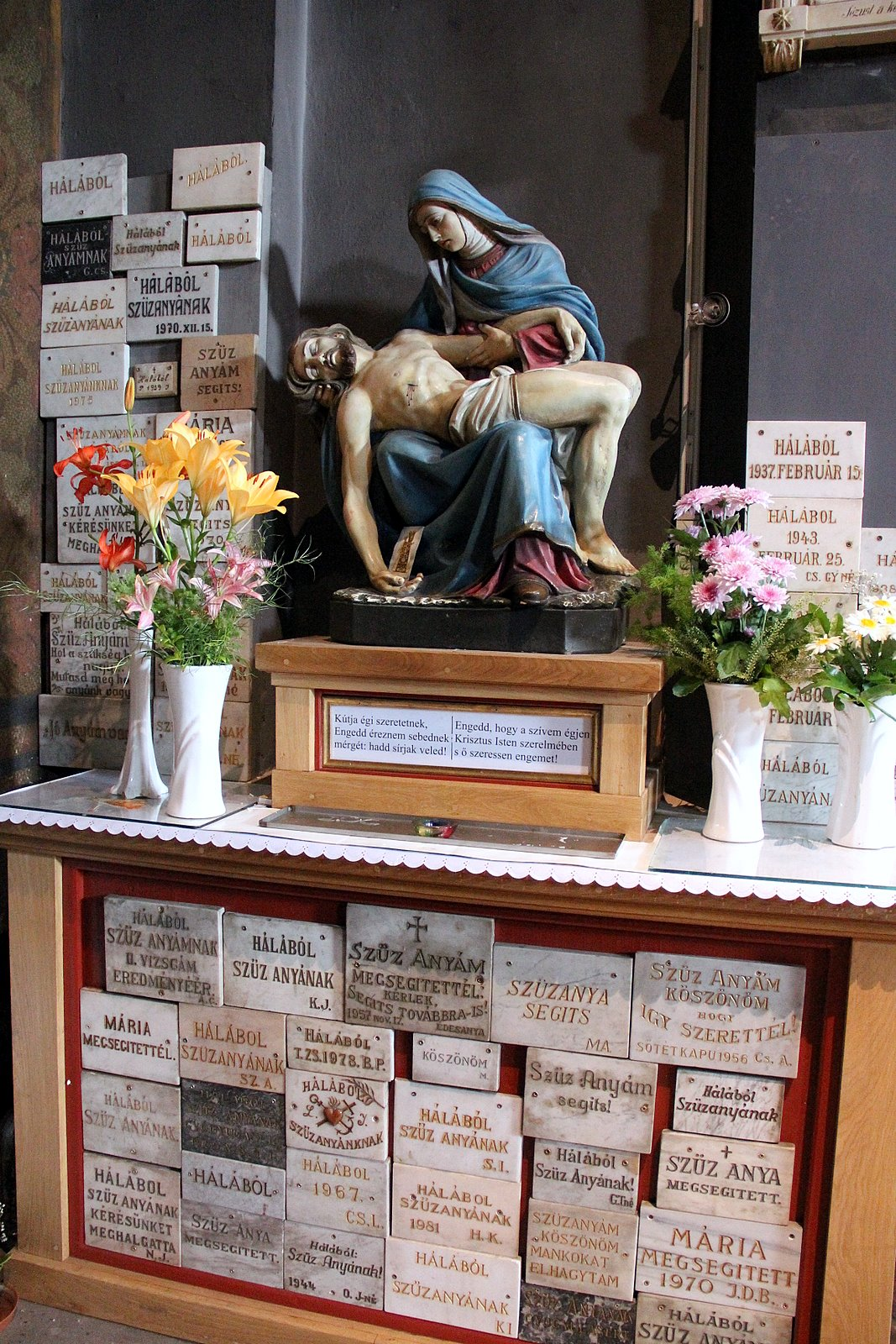
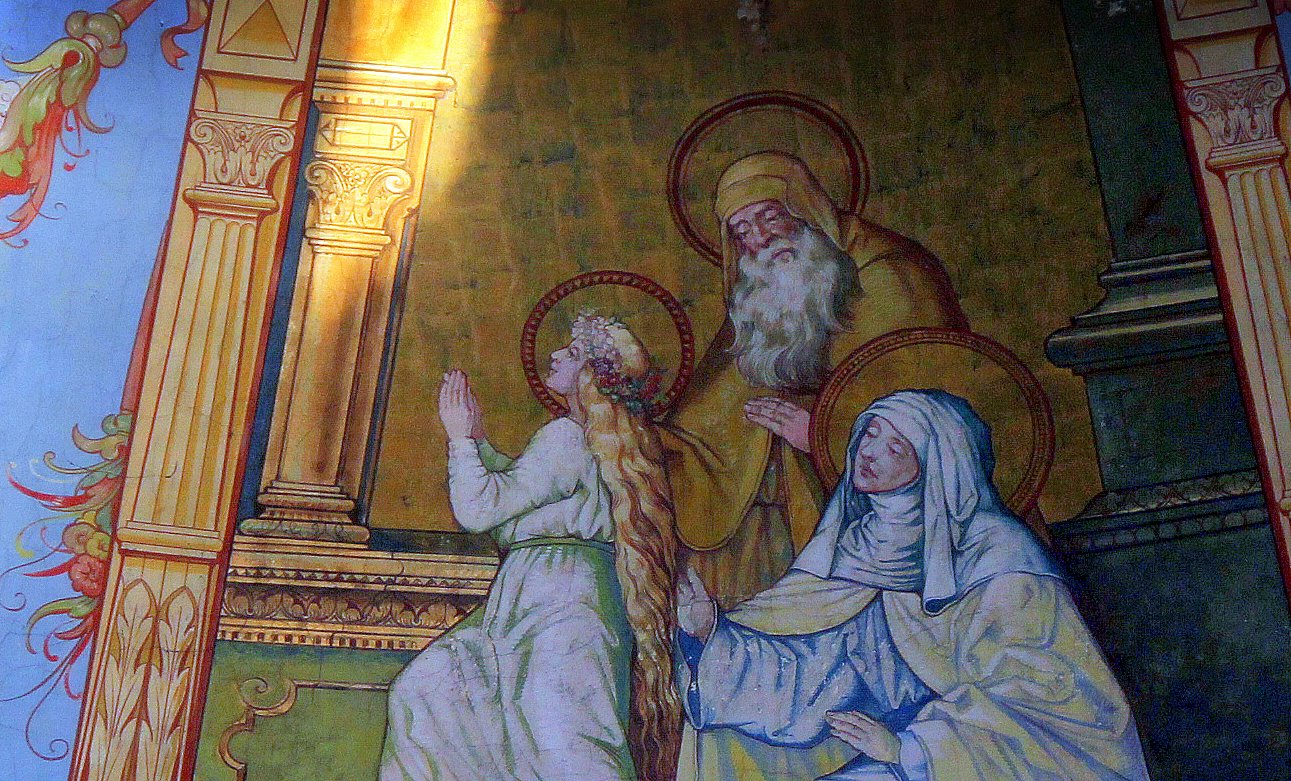
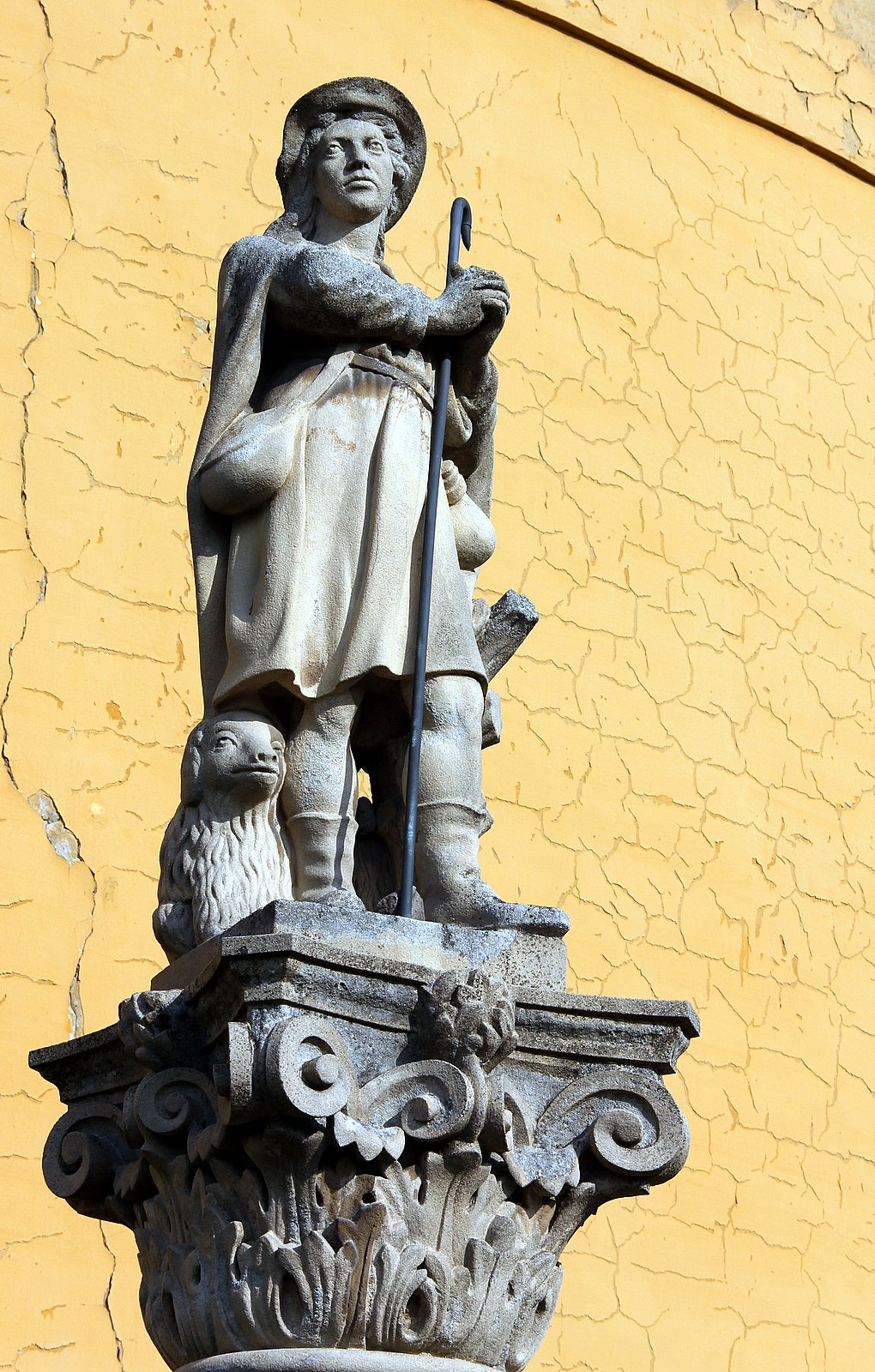

## Külső hivatkozások
- A Szent Anna plébániatemplom a templom.hu-n